# Guisardus
Guisardus is een geslacht van wantsen uit de familie van de Miridae (Blindwantsen). Het geslacht werd voor het eerst wetenschappelijk beschreven door William Lucas Distant in 1904.

## Soorten
Het genus bevat de volgende soorten:

- Guisardus bogorensis Carvalho & Gross, 1979
- Guisardus chinensis Carvalho & Gross, 1979
- Guisardus cristovalensis Carvalho & Gross, 1979
- Guisardus fasciatus Carvalho & Gross, 1979
- Guisardus pellucidus Distant, 1904
- Guisardus strigicollis (Poppius, 1912)